# Aflenz Kurort
Aflenz Kurort è una frazione di 1 001 abitanti del comune austriaco di Aflenz, nel distretto di Bruck-Mürzzuschlag (Stiria). Già comune autonomo, il 1º gennaio 2015 è stato fuso con il comune di Aflenz Land per costituire il nuovo comune mercato (Marktgemeinde), nel quale Aflenz Kurort è capoluogo.